# Повесть о благочестивом рабе
Повесть о благочестивом рабе  («Слово от патерика, яко не достоит итти от церкви, егда поют») — русское, вероятно, переводное литературное произведение о рабе, спасшемся от смерти, благодаря тому, что дослушал до конца литургию.

## Текстология
В древнерусской литературе Повесть известна в составе двух нравоучительных сборников — «Измарагда» и печатного «Пролога» под 30 апреля.
Известны два варианта Повести. Один из них находится в составе Измарагда и Пролога, другой — в сборнике смешанного состава из собрания Погодина. В последнем Повесть читается в числе ряда других статей из Пролога. Данный текст представляет собой вторичную, «украшенную» редакцию. Редактор стремился сделать текст более риторичным и эмоциональным. Так, сцена прощания отца с сыном распространена и стала экспрессивной, добавлены многочисленные эпитеты, введена прямая речь персонажей.
Повесть предположительно переводная. В заглавии указано, что ее источником является Патерик, однако это указание ничем не подтверждается и, вероятно, является ложным.

## Сюжет
Отец для спасения от голодной смерти продал сына в рабство и заповедал ему не отходить от церкви во время литургии. Отрок прилежно исполнял заповедь отца. Он стал случайным свидетелем неверности своей госпожи её мужу. Госпожа вручила рабу убрус и отправила его к епарху. Отрок по пути задержался в церкви, чтобы дослушать до конца литургию, а убрус передал с другим рабом, посланным ему вслед. Оказалось, что убрус знаменовал обречённого на смерть, и вместо благочестивого отрока был убит другой раб.

## Мотив
В основе сюжета лежит распространенный в мировой литературе мотив спасения героя, замедлившего выполнение задания своего господина ради того, чтобы дослушать до конца литургию. На Руси этот мотив был известен также в других произведениях: Сказание о богатом купце и легенда из «Великого зерцала» «Преподобная Богородица раба своего, иже божественную литургию с радостию послушаше, от огня избави и на носящего же зло обрати».

## Издания
- Пролог. — М., 1643. Под 30 апреля; Пролог 1660, 1666, 1677 и др. годов;
- Повесть о благочестивом рабе // ПЛ. — 1860. — Вып. 1. — С. 81—83;
- Из Патерика о проданном отроке // Литературный сборник XVII в. Пролог. — М., 1978. — С. 238—239;
- Слово от Патерика, яко не достоит отитти от церкви, егда поют // ПЛДР. Середина XVI века. — М., 1985. — С. 58—60.